# Баженов, Анатолий Иванович
Анато́лий Ива́нович Баже́нов (укр. Анато́лій Іва́нович Баже́нов; род. 2 декабря 1945, Днепропетровск) — советский и украинский скрипач, музыкальный педагог. Народный артист Украинской ССР (1989) и лауреат Государственной премией УССР имени Т. Г. Шевченко (1977).

## Биография
Родился 2 декабря 1945 года в Днепропетровске (ныне Днепр, Украина). Отец — Иван Семёнович Баженов — был контрабасистом Днепропетровской филармонии.
Воспитанник Днепропетровского музыкального училища (класс Матвея Либермана), в 1968 году закончил Московскую консерваторию (класс Бориса Беленького), а в 1971 — аспирантуру при Киевской консерватории (класс Олега Крысы).
В 1968—1969 годах — скрипач Государственного симфонического оркестра УССР.
С 1970 года — первая скрипка и солист струнного квартета имени Николая Лысенко. В 1977 году за концертные программы 1974—1976 годов вместе с другими музыкантами квартета был награждён Государственной премией УССР имени Т. Г. Шевченко.
С 1983 года по приглашению Богодара Которовича стал преподавателем (с 1990 — доцентом, с 1996 — профессором), а с 2010 после его смерти — заведующим кафедрой скрипки Национальной музыкальной академии Украины имени П. И. Чайковского.

## Репертуар
В репертуаре Баженова сочинения советских и украинских композиторов. В его исполнении прозвучали премьеры камерных скрипичных произведений Бориса Лятошинского, Мирослава Скорика, Евгения Станковича, Валентина Сильвестрова, Ивана Карабицы, Аркадия Филлипенко, Игоря Шамо и Владимира Зубицкого.
Играет на скрипке, сделанной в XVIII веке итальянским скрипичным мастером Фернандо Гальяно.

## Семья
- Жена — Наида Магомедбекова — пианистка, заслуженный деятель искусств Украины, заслуженная артистка Дагестана, преподаватель Киевской консерватории.
- Дочь — Екатерина Баженова — пианистка, концертмейстер, солистка Национального дома органной и камерной музыки.
- Сын — Александр Баженов — скрипач.

## Награды и звания
- Заслуженный артист УССР (1973).
- Народный артист УССР (1989).
- Дипломант Всесоюзного (1969, Ленинград) и международного (1972, «Пражская весна») конкурсов.
- Государственная премия УССР имени Т. Г. Шевченко (1977) — за концертные программы 1974—1976 годов[1].
- Орден «За заслуги» ІІ (2015)[4] и III (2011)[5] степеней — за значительный личный вклад в развитие национальной культуры и искусства, весомые творческие достижения и высокое профессиональное мастерство.